# Magyar Közgazdasági Könyvtár
A Magyar Közgazdasági Könyvtár egy 20. század eleji magyar közgazdaságtani könyvsorozat. A sorozatot a Magyar Tudományos Akadémia nemzetgazdasági bizottságának megbízásából Földes Béla szerkesztette. Az egyes kötetek Grill Károly kiadásában Budapesten jelentek meg 1903 és 1918 között:
- 1. kötet. Gaal Jenő: Berzeviczy Gergely élete és művei. Irta, illetve legnagyobbrészt latinból, kis részben németből fordította –. 1902
- 2. kötet. Láng Lajos: A vámpolitika az utolsó száz évben. 1904
- 3. kötet. Acsády Ignác: A magyar jobbágyság története. 1908
- 4. kötet. Pap Dezső, dr.: A törlesztéses államadósságok különféle nemei, előnyei és hátrányai. 1906
- 5. kötet. Fellner Frigyes, dr.: A nemzetközi fizetési mérleg és alakulása Magyarországon. 1908
- 6. kötet. Cairnes J. E.: Vezérelvek a közgazdaságtan köréből, újból kifejtve. Fordította Jónás János. 1908
- 7. kötet. Földes Béla: Közgazdasági értekezések. Új sorozat. I. kötet. 1909
- 8. kötet. Malthus T. Róbert: Tanulmány a népesedés törvényéről. Fordította és előszóval ellátta György Endre. 1902
- 9. kötet. Toynbee Arnold: Anglia gazdasági forradalma a XVIII. században. Fordította és az előszót írta Navratil Ákos. 1908
- 10–11. kötet. nem ismert
- 12. kötet. Fellner Frigyes: A valutarendezés Magyarországon, különös tekintettel a készpénzfizetések megkezdésére. 1911
- 13. kötet. Kiss Mihály: A naturalizmus befolyása az európai kontinens gazdászati életére. 1912
- 14. kötet. Ricardo: Levelek Malthushoz. Angolból ford.: Jónás János–gróf Esterházy Mihály. 1913
- 15. kötet. Skerlecz Miklós báró művei. Bevezette és latin eredetiből ford.: Berényi Pál. 1914
- 16. kötet. Földes Béla: Közgazdasági értekezések. Új sor. 2. köt (Az első két kötet a M. T. Akadémia által a nagy jutalom Marczibányi-díjával kitüntetve.)
- 17. kötet. Hantos Elemér: A monarchia pénzügyi harckészültsége, mozgósítása és hadviselése. 1914
- 18. kötet. List Frigyes: Emlékirat a magyar közlekedésügy reformjáról. Közli: Földes Béla. 1916
- 19. kötet. Makai Ernő: Valutapolitika. Kritikai tanulmányok, különös tekintettel a legközelebbi jövő pénzügyi problémáira. 1917
- 20. kötet. Balás Károly: A pénz csereértéke. 1917
- 21. kötet. Gaal Jenő: A falu gondozása. Tessedik Sámuel élete, alkotásai és művei. 1918